# Ekstraklasa polska w futsalu (2011/2012)
Ekstraklasa polska w futsalu 2011/2012 – osiemnasta edycja najwyższych w hierarchii rozgrywek klubowych polskiej piłki futsalowej. Tytuł mistrzowski obroniła Akademia FC Pniewy.

## Drużyny
| Uczestnicy poprzedniej edycji     | Uczestnicy poprzedniej edycji | Uczestnicy poprzedniej edycji | Uczestnicy poprzedniej edycji | Uczestnicy poprzedniej edycji | Uczestnicy poprzedniej edycji |
| --------------------------------- | ----------------------------- | ----------------------------- | ----------------------------- | ----------------------------- | ----------------------------- |
| Akademia FC Pniewy                | 1                             |                               |                               |                               |                               |
| Wisła Krakbet Kraków              | 2                             |                               |                               |                               |                               |
| Rekord Bielsko-Biała              | 3                             |                               |                               |                               |                               |
| TPH Polkowice                     | 5                             |                               |                               |                               |                               |
| Red Devils Chojnice               | 6                             |                               |                               |                               |                               |
| Pogoń 04 Szczecin                 | 7                             |                               |                               |                               |                               |
| Clearex Chorzów                   | 8                             |                               |                               |                               |                               |
| Gwiazda Ruda Śląska               | 11                            |                               |                               |                               |                               |
| GKS Tychy                         | 12                            |                               |                               |                               |                               |
| Awans z I ligi 2010/2011          |                               |                               |                               |                               |                               |
| Marwit Toruń                      | 1                             |                               |                               |                               |                               |
| Gatta Zduńska Wola                | 3                             |                               |                               |                               |                               |
| Inpuls-Alpol Siemianowice Śląskie | 4                             |                               |                               |                               |                               |

## Sezon zasadniczy

### Tabela ligowa
| M.  | Drużyna                            | m. | z. | r. | p. | b.z. | b.s. | pkt. |
| --- | ---------------------------------- | -- | -- | -- | -- | ---- | ---- | ---- |
| 1.  | Wisła Krakbet Kraków               | 22 | 20 | 1  | 1  | 121  | 46   | 61   |
| 2.  | Rekord Bielsko-Biała               | 22 | 14 | 2  | 6  | 87   | 52   | 44   |
| 3.  | Akademia FC Pniewy                 | 22 | 12 | 3  | 7  | 70   | 53   | 39   |
| 4.  | Gatta Zduńska Wola                 | 22 | 10 | 7  | 5  | 77   | 65   | 37   |
| 5.  | Marwit Toruń                       | 22 | 11 | 3  | 8  | 65   | 49   | 36   |
| 6.  | Gwiazda Ruda Śląska                | 22 | 10 | 4  | 8  | 88   | 81   | 34   |
| 7.  | Clearex Chorzów                    | 22 | 8  | 4  | 10 | 82   | 79   | 28   |
| 8.  | Pogoń 04 Szczecin                  | 22 | 7  | 6  | 9  | 60   | 60   | 27   |
| 9.  | GKS Tychy                          | 22 | 6  | 4  | 12 | 62   | 86   | 22   |
| 10. | Red Devils Chojnice                | 22 | 5  | 6  | 11 | 59   | 82   | 21   |
| 11. | TPH Polkowice                      | 22 | 2  | 2  | 18 | 44   | 105  | 8    |
|     | Inpuls-Alpol Siemianowice Śląskie* | 22 | 5  | 2  | 17 | 91   | 110  | 17   |

Źródło: 
M. – miejsce, m. – liczba meczów, z. – zwycięstwa, r. – remisy, p. – porażki, b.z. – bramki zdobyte, b.s. – bramki stracone, pkt. – punkty
- Inpuls-Alpol Siemianowice Śląskie wycofał się z rozgrywek,

### Wyniki
| Lp. | Drużyna                           | 1    | 2   | 3   | 4    | 5   | 6   | 7    | 8    | 9    | 10   | 11   | 12   |
| --- | --------------------------------- | ---- | --- | --- | ---- | --- | --- | ---- | ---- | ---- | ---- | ---- | ---- |
| 1.  | Wisła Krakbet Kraków              |      | 3:1 | 5:0 | 5:2  | 8:1 | 8:2 | 4:6  | 4:2  | 2:1  | 6:5  | 11:0 | 6:1  |
| 2.  | Rekord Bielsko-Biała              | 5:5  |     | 3:2 | 3:3  | 2:1 | 5:3 | 2:1  | 3:0  | 5:0  | 8:2  | 7:0  | 5:0* |
| 3.  | Akademia FC Pniewy                | 3:6  | 3:2 |     | 5:3  | 1:0 | 5:2 | 2:2  | 5:0  | 1:3  | 1:1  | 7:3  | 5:0* |
| 4.  | Gatta Zduńska Wola                | 5:6  | 6:2 | 3:2 |      | 2:2 | 6:6 | 5:7  | 4:3  | 2:1  | 4:1  | 5:1  | 2:2  |
| 5.  | Marwit Toruń                      | 1:2  | 1:2 | 4:3 | 6:1  |     | 6:3 | 6:2  | 1:1  | 4:3  | 5:2  | 2:1  | 5:0* |
| 6.  | Gwiazda Ruda Śląska               | 1:7  | 5:4 | 0:2 | 2:2  | 5:3 |     | 8:2  | 5:4  | 9:3  | 11:3 | 2:1  | 5:0* |
| 7.  | Clearex Chorzów                   | 0:3  | 8:5 | 1:4 | 0:2  | 2:1 | 6:6 |      | 4:4  | 7:3  | 4:5  | 6:2  | 5:0* |
| 8.  | Pogoń 04 Szczecin                 | 0:4  | 5:3 | 1:1 | 2:2  | 6:3 | 2:3 | 4:3  |      | 1:1  | 1:2  | 5:0  | 6:2  |
| 9.  | GKS Tychy                         | 4:9  | 1:4 | 5:7 | 5:5  | 2:5 | 4:2 | 3:2  | 2:4  |      | 3:3  | 1:0  | 2:2  |
| 10. | Red Devils Chojnice               | 1:6  | 1:2 | 4:5 | 3:5  | 0:0 | 1:2 | 1:1  | 2:2  | 10:5 |      | 5:3  | 5:0* |
| 11. | TPH Polkowice                     | 5:6  | 0:9 | 2:4 | 1:5  | 0:3 | 3:3 | 4:11 | 6:2  | 2:5  | 2:2  |      | 3:6  |
| 12. | Inpuls-Alpol Siemianowice Śląskie | 0:5* | 2:5 | 3:2 | 0:5* | 1:5 | 4:3 | 5:2  | 0:5* | 0:5* | 6:0  | 0:5* |      |

## Play off
Do fazy play off awansują drużyny, które zajęły miejsca w pierwszej ósemce po sezonie zasadniczym. Od tej fazy gra toczy się systemem do trzech zwycięstw.

### Ćwierćfinały
- Gatta Zduńska Wola 3:0 Marwit Toruń (0:0 k.4:3; 3:0; 5:3)
- Wisła Krakbet Kraków 3:0 Pogoń 04 Szczecin (5:4; 6:0; 6:6 k.4:2)
- Akademia FC Pniewy 3:0 Gwiazda Ruda Śląska (3:0; 7:3; 3:1)
- Rekord Bielsko-Biała 3:2 Clearex Chorzów (7:3; 2:3; 2:3; 3:2; 3:1)

### Półfinały
- Wisła Krakbet Kraków 3:2 Gatta Zduńska Wola (0:1; 4:4 k.6:5; 7:5; 3:5; 10:2)
- Akademia FC Pniewy 3:0 Rekord Bielsko-Biała (5:2; 6:4; 2:1)

### Mecze o 3. miejsce
- Rekord Bielsko-Biała 3:1 Gatta Zduńska Wola (6:2; 3:4; 9:7; 5:2)

### Finał
- Akademia FC Pniewy 3:0 Wisła Krakbet Kraków(2:2 k.5:4; 4:3; 8:4)

## Play out

### Tabela
| M.  | Drużyna             | m. | z. | r. | p. | b.z. | b.s. | pkt. |
| --- | ------------------- | -- | -- | -- | -- | ---- | ---- | ---- |
| 9.  | Red Devils Chojnice | 4  | 2  | 1  | 1  | 46   | 27   | 15   |
| 10. | GKS Tychy           | 4  | 2  | 1  | 1  | 46   | 31   | 14   |
| 11. | TPH Polkowice       | 4  | 1  | 0  | 3  | 17   | 51   | 4    |

Do tabeli wliczono punkty i bramki ze spotkań pomiędzy zespołami z sezonu zasadniczego.

### Wyniki
| Lp. | Drużyna             | 1   | 2   | 3    |
| --- | ------------------- | --- | --- | ---- |
| 9.  | Red Devils Chojnice |     | 6:4 | 12:0 |
| 10. | GKS Tychy           | 5:5 |     | 14:1 |
| 11. | TPH Polkowice       | 5:3 | 4:9 |      |

### Najlepsi strzelcy
| Zawodnik                   | Drużyna              | Bramki |
| -------------------------- | -------------------- | ------ |
| Michał Marciniak           | Gatta Zduńska Wola   | 34     |
| Marcin Mikołajewicz        | Pogoń 04 Szczecin    | 25     |
| Ferreira Neutzling Douglas | Wisła Krakbet Kraków | 22     |